# Paramun, Pernik
Paramun (în bulgară Парамун) este un sat în comuna Trăn, regiunea Pernik,  Bulgaria. 

## Demografie
Componența etnică a satului Paramun
     Bulgari (100%)
     Nicio identificare (0%)
     Altele (0%)
La recensământul din 2011, populația satului Paramun era de 35 locuitori. Din punct de vedere etnic, toți locuitorii erau bulgari.